# Ammotragus lervia
Гривастий баран (Ammotragus lervia) — вид ссавців родини Бикові з підродини Козлові. Інші назви: берберська вівця, авдед.

## Поширення
Країни поширення: Алжир, Чад, Єгипет, Лівія, Малі, Мавританія, Марокко, Нігер, Судан, Туніс; введений в Мексику, Іспанію (Канарські острови), США. Авдед раніше був широко розповсюджений на твердій та гірській місцевості від пустель і напівпустель до відкритого лісу в Північній Африці, але зазнав сильного зниження чисельності через браконьєрство та конкуренцію з боку домашньої худоби. Мешкає починаючи від рівня моря до снігових вільних площ близько 4100 м над рівнем моря.

## Морфологія

### Морфометрія
Висота в холці: 75–112 см, довжина голови й тіла: 130—165 см, довжина рогу: до 80 см у самців і 40 см у самиць, довжина хвоста: 15–25 см, вага самиць: 40–55 кг, вага самців: 100—145, тривалість життя: до 10 років в дикій природі, в полоні — 20 років.

### Опис
Загальне забарвлення рудувато-коричневе. Внутрішні частини вух і ніг, підборіддя, лінія низу білуваті. Бороди нема, але є вентральна грива довгих м'яких волосків на горлі, грудях і верхній частині передніх ніг.

## Відтворення
Репродуктивна активність триває протягом усього року. Самиці, як відомо, можуть народити двічі протягом 1 року. Вагітність триває 154—161 днів. Зазвичай народжується одне маля, дуже рідко два чи три. Новонароджені важать в середньому 4,5 кг та в стані ходити по помірно пересіченій місцевості майже відразу по народженні. Статевої зрілості досягається в близько 18 місяців.

## Генетика
2n=58 хромосом, FN=60.